# Чипата
Чипата (на английски: Chipata, предишно име Форт Джеймсън) е град в Източна Замбия. Намира се в Източната провинция на страната, на която е главен административен център. Разположен е на границата с Малави. Населението му е 116 627 жители (по данни за 2010 г.).